# Droga krajowa B11 (Niemcy)
Droga krajowa 11 (niem. Bundesstraße 11, B 11) – niemiecka droga krajowa przebiegająca  na osi północny wschód - południowy zachód od granicy z Czechami w Bayerisch Eisenstein przez Zwiesel, Deggendorf, Freising, München, Wolfratshausen do Krün, gdzie kończy swój bieg na skrzyżowaniu z B2.
Droga oznakowana jako B11 od 1932 r.

## Miejscowości leżące przy B11
Bayerisch Eisenstein, Ludwigsthal, Zwiesel, Schweinhütt, Regen, Petersdorf, Ruhmannsfelden, Grafling, Deggendorf, Ergolding, Landshut, Tiefenbach, Hofham, Eching, Weixerau, Moosburg an der Isar, Langenbach, Marzling, Freising, Acherling, Neufahrn-Mintraching, Dietersheim, Garching bei München, München, Pullach, Baierbrunn, Schäftlarn, Icking, Wolfratshausen, Gartenberg, Geretsried, Königsdorf, Untersteinbach, Bichl, Benediktbeuern, Ried, Kochel am See, Urfeld, Walchensee, Einsiedeln, Walgau, Krün.